# Won Shin-yeon
Won Shin-yeon (원신연, né le 23 octobre 1969) est un réalisateur et scénariste sud-coréen. Il a la particularité d'avoir d'abord été cascadeur avant de faire ses débuts comme réalisateur avec le film d'horreur The Wig (2005). Il s'est ensuite spécialisé dans les films d'action à suspense comme A Bloody Aria (en) (2006), Seven Days (2007) et The Suspect (en) (2013). Ce dernier film est un succès au box-office sud-coréen avec plus de 4,1 millions de spectateurs,,.
Son prochain film, The Fifth Row, dépeint la conspiration que doit affronter un enquêteur de l'armée (interprété par Song Kang-ho).

## Filmographie
- 1996 : Piano Man - cascadeur
- 1997 : No. 3 - cascadeur
- 1997 : Deep Blue - cascadeur
- 1998 : Whispering Corridors - cascadeur
- 1999 : Calla - cascadeur
- 2002 : A Cradle Song (court métrage) - réalisateur, scénariste
- 2003 : Bread and Milk (court métrage) - réalisateur, scénariste
- 2005 : The Wig - réalisateur, script
- 2006 : A Bloody Aria (en) - réalisateur, scénariste
- 2007 : Seven Days - réalisateur, script
- 2008 : Robot Taekwon V - Live (2008, avorté en raison du budget)[3] - réalisateur
- 2013 : The Suspect (en) - réalisateur, script
- 2017 : La Mémoire assassine[5] - réalisateur, scénariste
- 2019 : The Battle: Roar to Victory - réalisateur